# 玄冥神掌
玄冥神掌，是《倚天屠龍記》裏面反派高手玄冥二老慣用的陰毒掌法。

## 概述
此掌法威力驚人，中掌處印著碧綠的五個指印。 掌印處炙熱異常，周圍卻是冰冷。大多數的武林人士對此掌法都了解不深。 武當七俠中的宋遠橋也只聽到過「玄冥神掌」的名稱，可是不懂這掌法的厲害。俞蓮舟連這路武功的名字也從未聽見過。唯獨是張三丰對玄冥神掌有所見解。
當張無忌中了玄冥神掌時，張三丰皺眉道：「我只道三十年前百損道人一死，這陰毒無比的玄冥神掌已然失傳，豈知世上居然還有人會這門功夫。」张无忌在年长后，在西域老猿身中找到《九阳真经》，并练习九阳神功，最终成功驱除了体内玄冥神掌的阴寒之毒。